# Nagyág

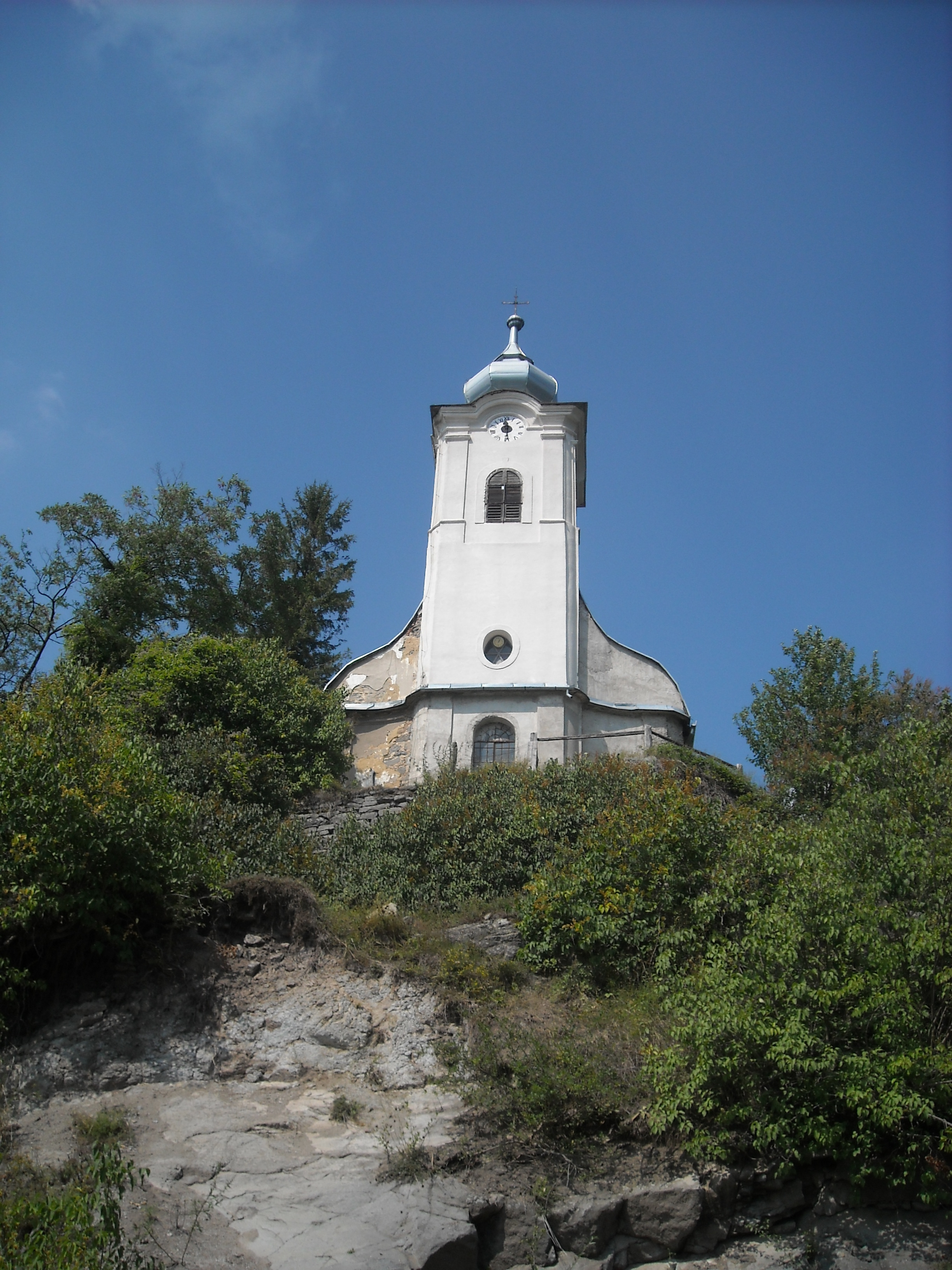
A római katolikus templom

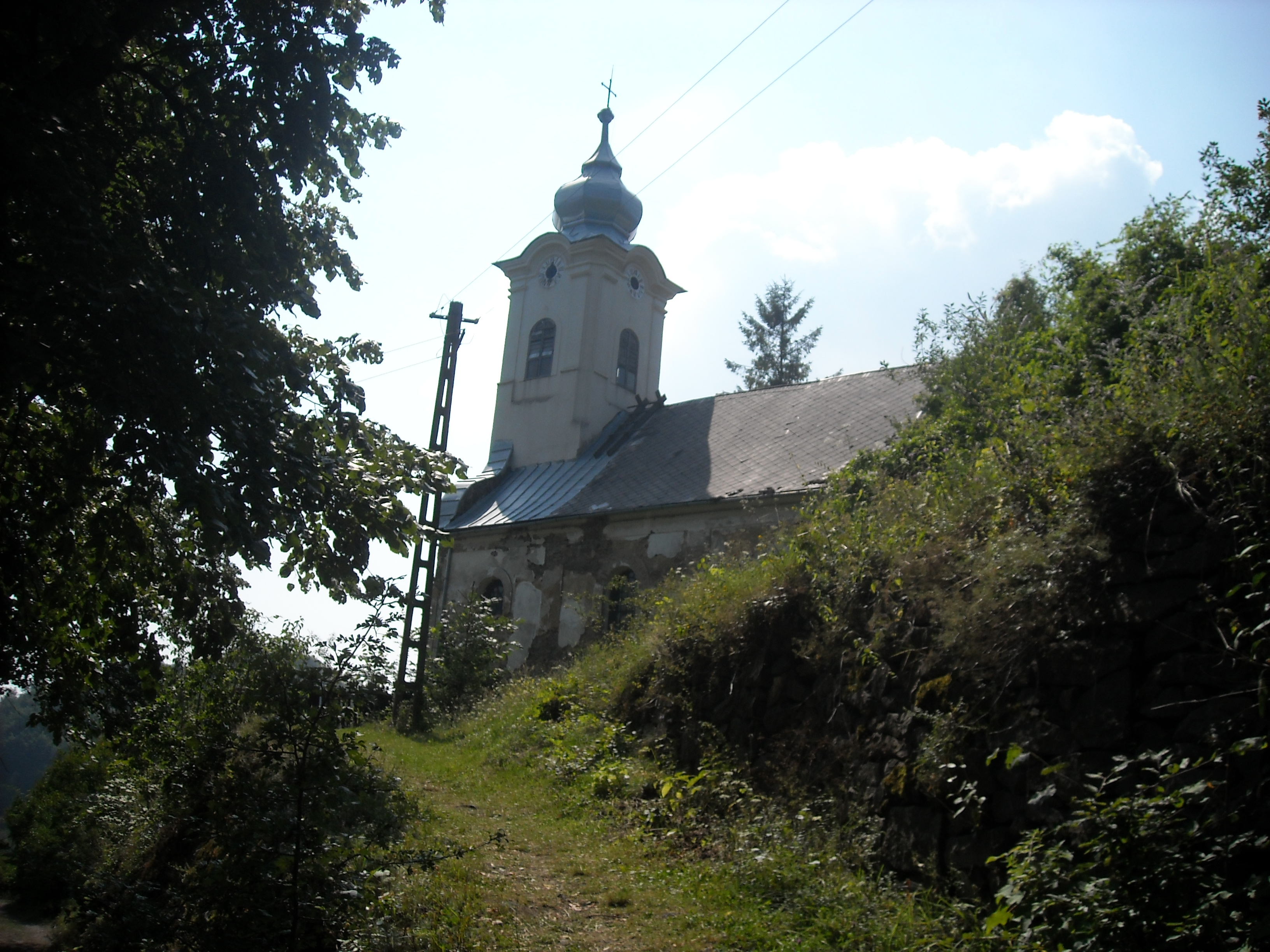

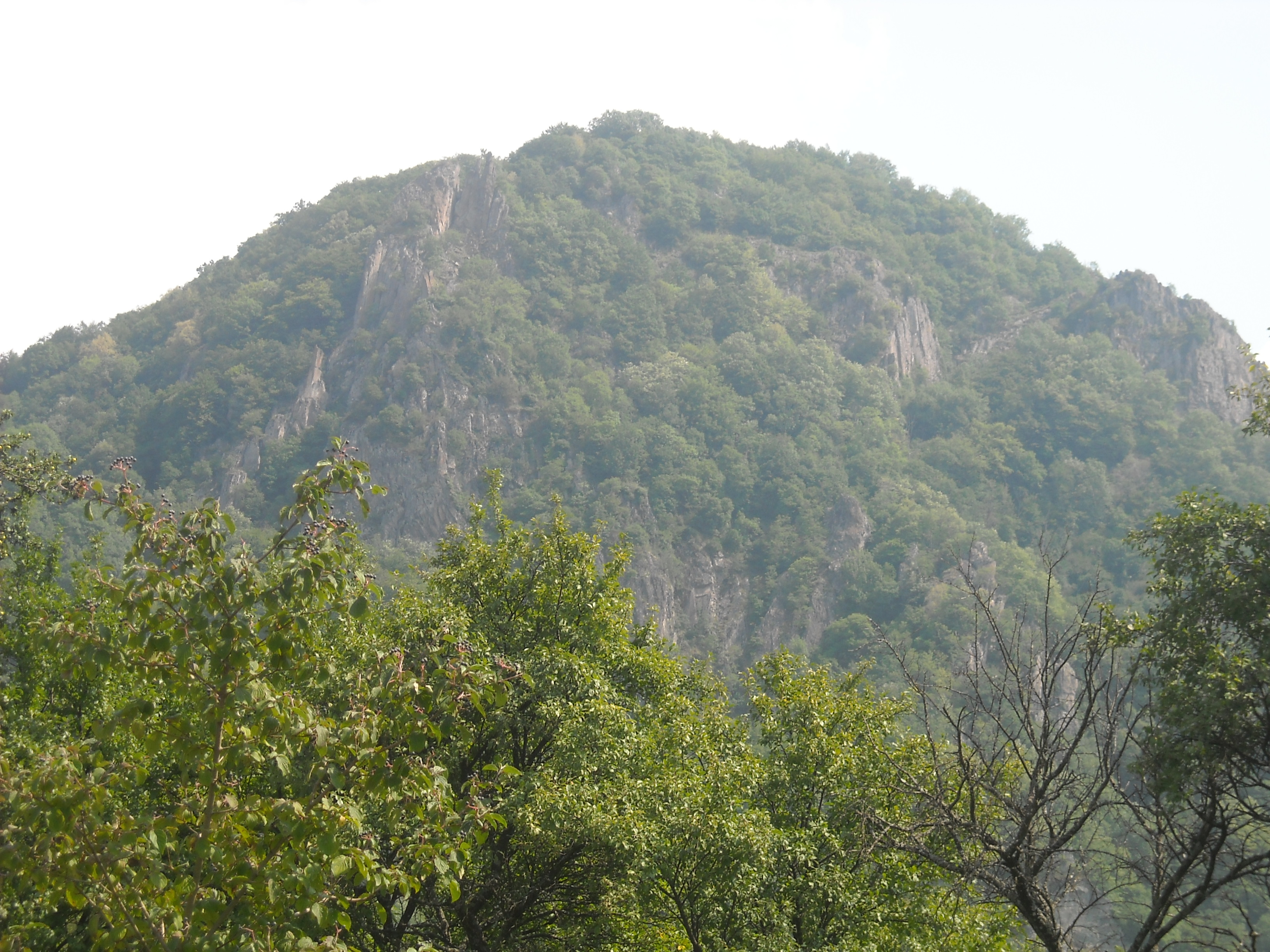

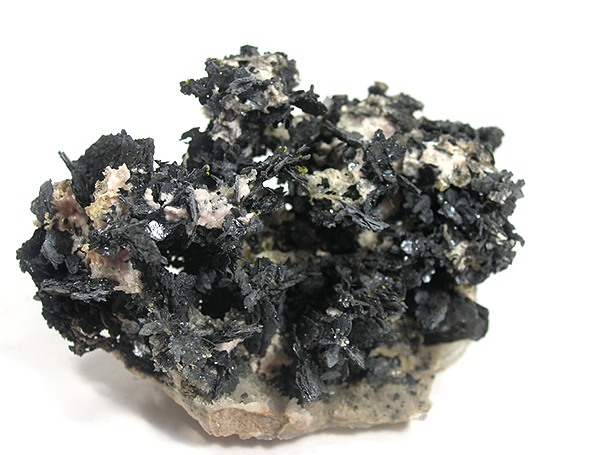
Nagyágit Nagyágról

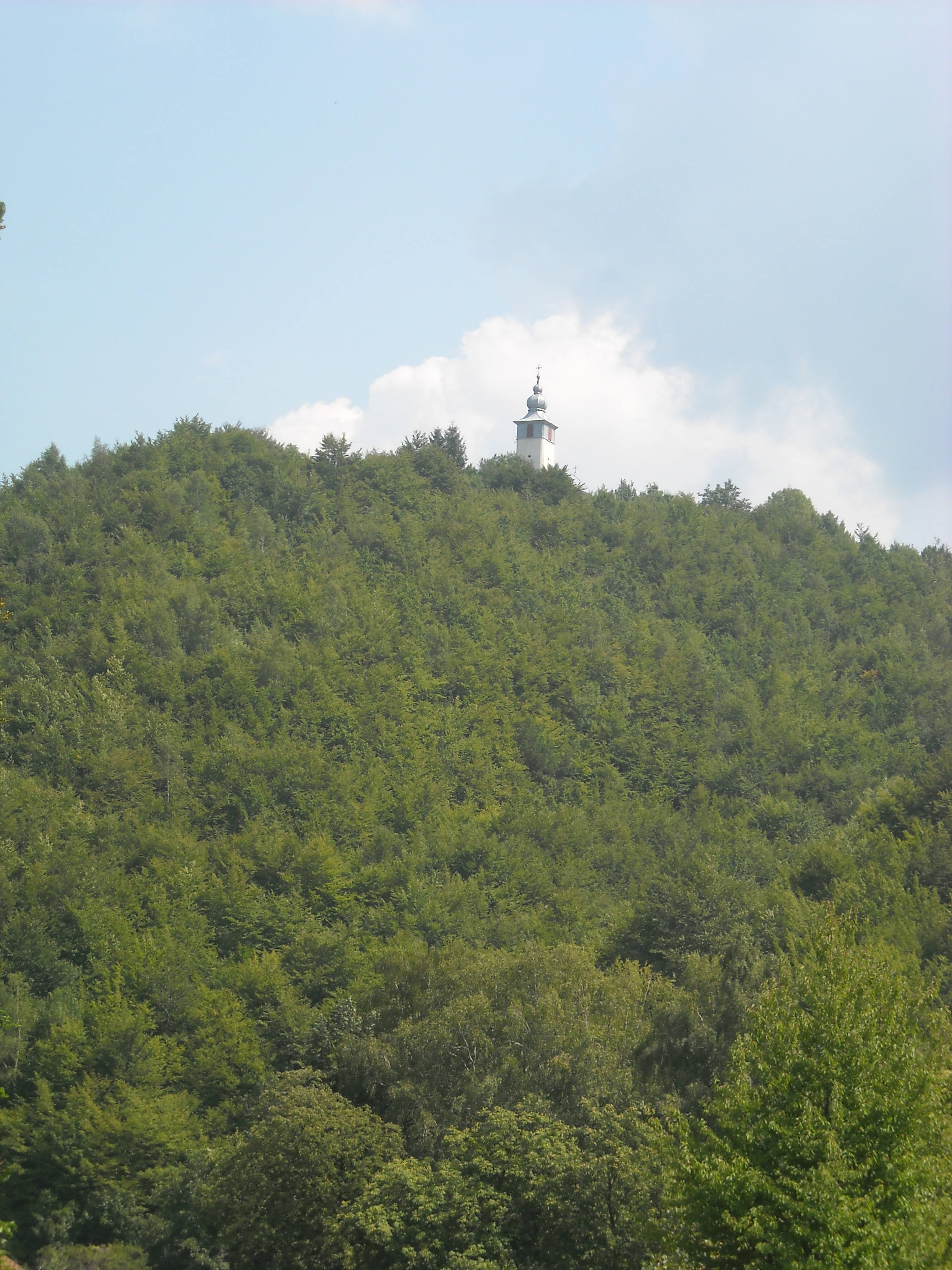
Az ortodox templom alulról...

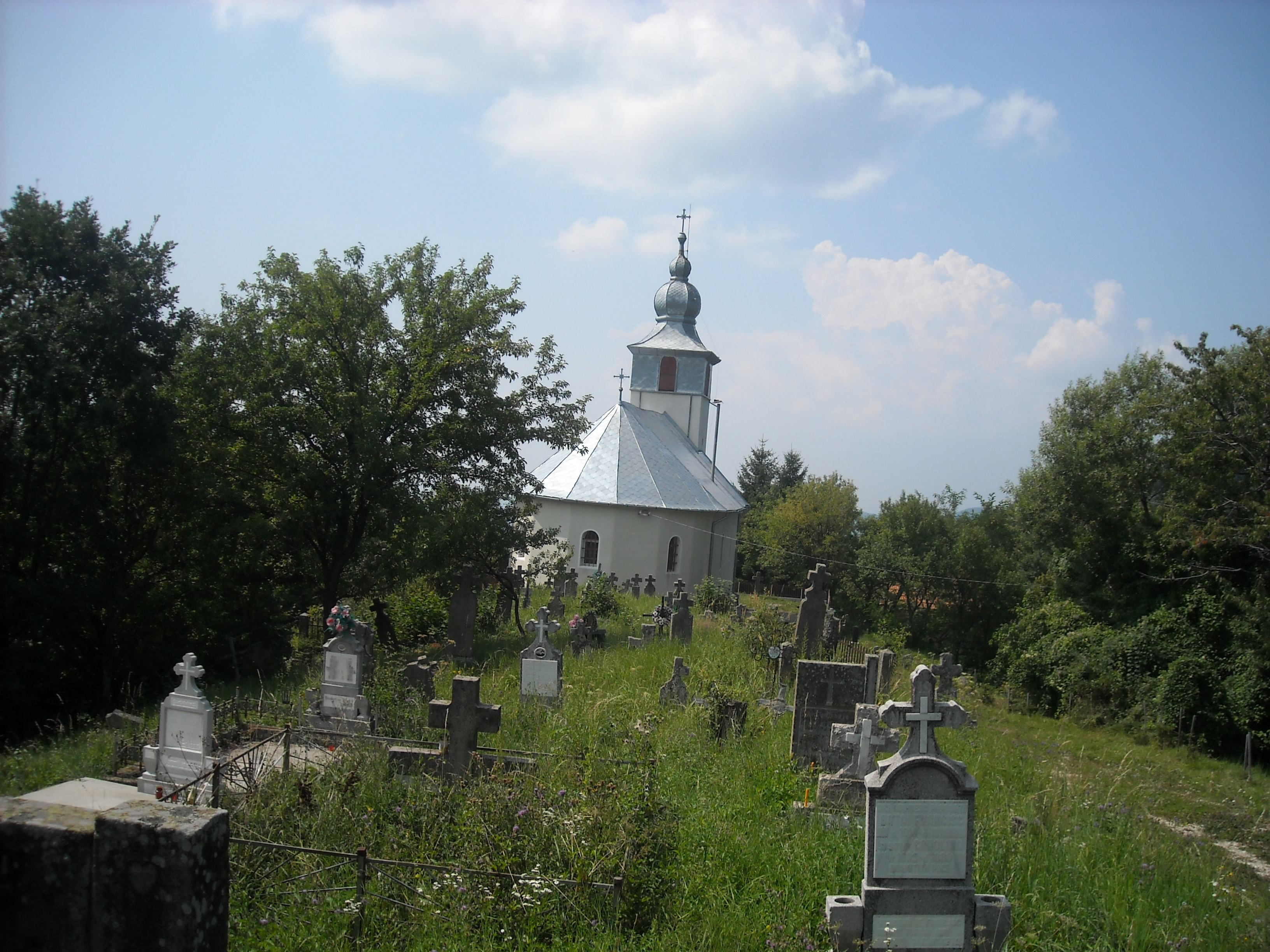
...és hátulról

Nagyág (románul Săcărâmb, németül: Sekerembe, egykor Grossastdorf) falu Romániában, Erdélyben, Hunyad megyében.

## Fekvése
Az Erdélyi-érchegységben, Dévától 24 km-re északkeletre fekszik. Házai több szomszédos hegyoldalon, a hegyek által körülzárt völgyben és az egyik hegy tetején helyezkednek el, így a településen belüli szintkülönbség mintegy 400 méter.

## Nevének eredete
Nevét először 1465-ben, Naghag alakban említették, ez azonban még az anyatelepülést, az alatta fekvő mai Nozságot jelölte. A bányásztelepet magyarul megalapítása után még egy évszázadig Nagyágnak és Szekerembnek (vagy Szekerembányának) is hívták. A nemzetközi ásványtani szakirodalomban azonban az előző terjedt el, amely később a közigazgatásban is kiszorította az utóbbit. A Szekeremb név eredetileg a hegyet jelölte, és valószínűleg a 'kökény' jelentésű román scoroambă szóból való. Nem felel meg a valóságnak az anekdota, mely szerint az addig Szekerembányának nevezett települést 1795-ös látogatásakor Bethlen József nevezte volna el Nagyaranyágnak, és ebből rövidült volna mai neve.

## Története
1746-ban Iuon Ormindean, a Barcsayak kondása mutatta be azt a kőzetdarabot, amelyből színaranyat olvasztottak ki és amelyet később nagyágitként azonosítottak. Az érc kiemelkedően magas arányban tartalmazott aranyat és ezüstöt. Első aranybányáját 1747. április 6-án nyitotta meg Ludwig von Born gyulafehérvári tüzérkapitány, Born Ignác apja, Maria-Empfängniss Stollen ('Mária fogantatása-tárna') néven. A területet ötven évre vették bérbe a Barcsay családtól, majd 1874-ben az akkori bányatársulat megvásárolta. Egy év múlva a tulajdonos özvegye a kincstárra ruházta át a bánya kezelését. A kitermelés 1757–1758-ban érte el a csúcsát, majd 1774-ben a Magdolna-tárna megnyitása adott neki új lendületet.
A bánya megnyitásával egy időben katolikus német bányászokat költöztettek be Ausztriából, Csehországból, Itáliából és Németországból. A római katolikus egyház 1783-ban alakult önálló plébániává, amelyet 1820-ig a dévai bolgár, azután a magyar ferencesek gondoztak. A helybeli román görögkatolikusok 1760-ban valamennyien visszatértek az ortodoxiára, de 1798-ban ismét megalakult görögkatolikus egyháza. 1786-ban 1717 lakost, 1831-ben 344, 1841-ben 624 „ércvágót” írtak össze, 1834-ben ötszáz házat és mindegyikben bányászattal foglalkozó család lakott. A bányászok – akik egyébként egészen az 1870-es évekig nem voltak saját házuk és telkük tulajdonosai – a települést városnak tartották, a községházát pedig városházának nevezték. A parasztságtól elhatárolódó „bányász” öntudat vegyítette egymással a német és román nagyágiak kultúrájának elemeit. A helyi románság nyelve nagyon sok német kölcsönszót vett át, és szokatlan, hogy a római katolikus templom védőszentjének napját a románok saját ünnepükké alakították (chirvai – a német Kirchenweihe szóból). A bányaigazgatóság pontos napirendet írt elő munkásainak, amelynek betartását ellenőrizte is. Aki nem tartotta be, azzal gyanúsították, hogy összejátszik a titokban, fedőtevékenység mellett a településen ügyködő aranycsempészekkel. Az aranyércet a meggazdagodásra vágyó bányászok különböző furfangos módszerekkel – málékenyérbe keverve, a szerszámok kivájt nyelébe vagy a bányalovak végbelébe rejtve – csempészték ki a mélyből. Éjszaka óránként megkongatták a vasharangokat. Hajnali fél háromkor felkelésre, fél négykor imára szólítottak velük. A napi munka hajnali négykor kezdődött és délig, hetente kétszer délután négy óráig tartott. Este nyolckor vagy kilenckor kongattak lefekvésre. A bányászok szabadidejük nagy részét a számos kocsma valamelyikében töltötték.
A helybéli román bányászok nem vettek részt az 1784-es felkelésben, de az Anghel és Toader Mârza vezette környékbeli parasztok kifosztották a nemesek által működtetett kocsmákat, kiverték a hordók oldalát és megölték a Haróról idemenekült Nándra Mózesnét. A környékről számos – egyébként protestáns – nemes keresett menedéket Joseph Lamasch plébánosnál, aki a római katolikus templom tornyában és padlásán rejtette el őket.
1849. május 15-én, Hatvani Imre második abrudbányai expedíciója előtt három honvédszázadot rendeltek ide Déváról, amelyek négy napon keresztül, május 19-ig maradtak a településen.
1876-ig a nagyági bányából több mint negyven tonnányi aranyat termeltek ki. 1832-ben, Kovács Antal plébános szerint „egyetlen alaposon mívelt bányaság Erdélyben”. 1874-ben a bányászat tizenöt szinten folyt, a járatok teljes hossza 160 km-t tett ki. 1895-ben 723 bányamunkás dolgozott Nagyágon. 1858 után Hüttl József bányaigazgató magyar és szlovák bányamunkásokat költöztetett be. Az 1836-ban alapított, bányafelügyelőket képző bányásziskolát és a katolikus elemi iskolát 1878-ban államosították és magyar tannyelvűvé tették. A bányásziskola 1906-ig működött. Magyar nyelvűvé váltak a katolikus prédikációk és a hittanoktatás, és a bányaigazgatóság is súlyt fektetett rá, hogy a bányászok gyermekeit magyar nyelvűvé tegye. Ez a törekvés a nagyági németek új generációinál sikerrel is járt.
A 20. század a nagyági bányászat hanyatlását hozta. 1912-ben, amikor a bányák már veszteségessé váltak, a magyar államkincstár megvette a bányatársaság akkor még magántulajdonban lévő részvényeit. 1930-ban már csak két tárna működött. 1934-ben a felsőcsertési ércelőkészítőig vezető drótkötélpályát adtak át. A művelést az 1980-as években szüntették meg.

## Lakossága
- 1832-ben 1015 római katolikus, 860 ortodox és 202 görögkatolikus lakosát írták össze.
- 1900-ban 1547 lakosából 831 volt román, 377 magyar, 284 német és 47 szlovák anyanyelvű; 684 római katolikus, 617 ortodox és 222 görögkatolikus vallású. A lakosság 50%-a tudott írni és olvasni.
- 2002-ben 202 lakosa volt, közülük 187 román, 9 magyar és 6 német nemzetiségű; 174 ortodox, 12 római katolikus és 6 pünkösdista. Lakossága ugyan látványosan megcsappant, de a nyáron át a településen tartózkodók száma – az üdülővé átalakított házaknak köszönhetően – jóval nagyobb.

## Ásványtani jelentősége
Nagyágon száz ásványfaj jelenlétét mutatták ki. Ezek közül nyolc, ma is érvényesnek tekintett ásványfajt először az itt talált kőzetmintából írtak le. Felfedezésük évével ezek a következők: nagyágit (1767, mai nevét 1845-ben kapta), rodokrozit (1772), alabandin (1784), petzit (1842), krennerit (1877), muthmannit (1911), krautit (1975) és múzeumit (2004). További ásványai többek közt a szilvanit, az eritrin, az argentit és az auripigment.

## Híres emberek
- Itt szolgált 1802 és 1814 között, görögkatolikus esperesként Vasile Coloși filológus, aki négynyelvűvé bővítette Samuil Micu Klein román–latin szótárát.
- Itt született 1819. október 3-án Lönhart Ferenc római katolikus püspök.
- Itt született 1864-ben Albert I. Berger történész, levéltáros.
- Itt született 1928. február 3-án Liviu Florean festőművész.

## Látnivalók
- A település fölött az „Ezüst erdő” (Pădurea de argint) nevű védett bükkös.
- Mindhárom nagyági templom egy-egy magaslaton áll. 
  - A legalacsonyabban a római katolikus templom épült 1777-ben, tornya 1830–31-ben. 2019-ben magyarországi támogatással felújították.[10]
  - Az ortodox, eredetileg görögkatolikus templomot (1778) egy erdős hegy tetejére építették.
  - A „villám sújtotta” (görögkatolikus) templomot (1800) egy szomszédos hegytetőre emelték. Utóbbi 1970-ben, egy villámcsapás miatt leégett, és már csak tornyának csonkja látható.
- Joseph Franzenau (1802–1862) bányaigazgató, a bányásziskola megalapítójának öntöttvasból készült emlékműve.[11]

## Képek

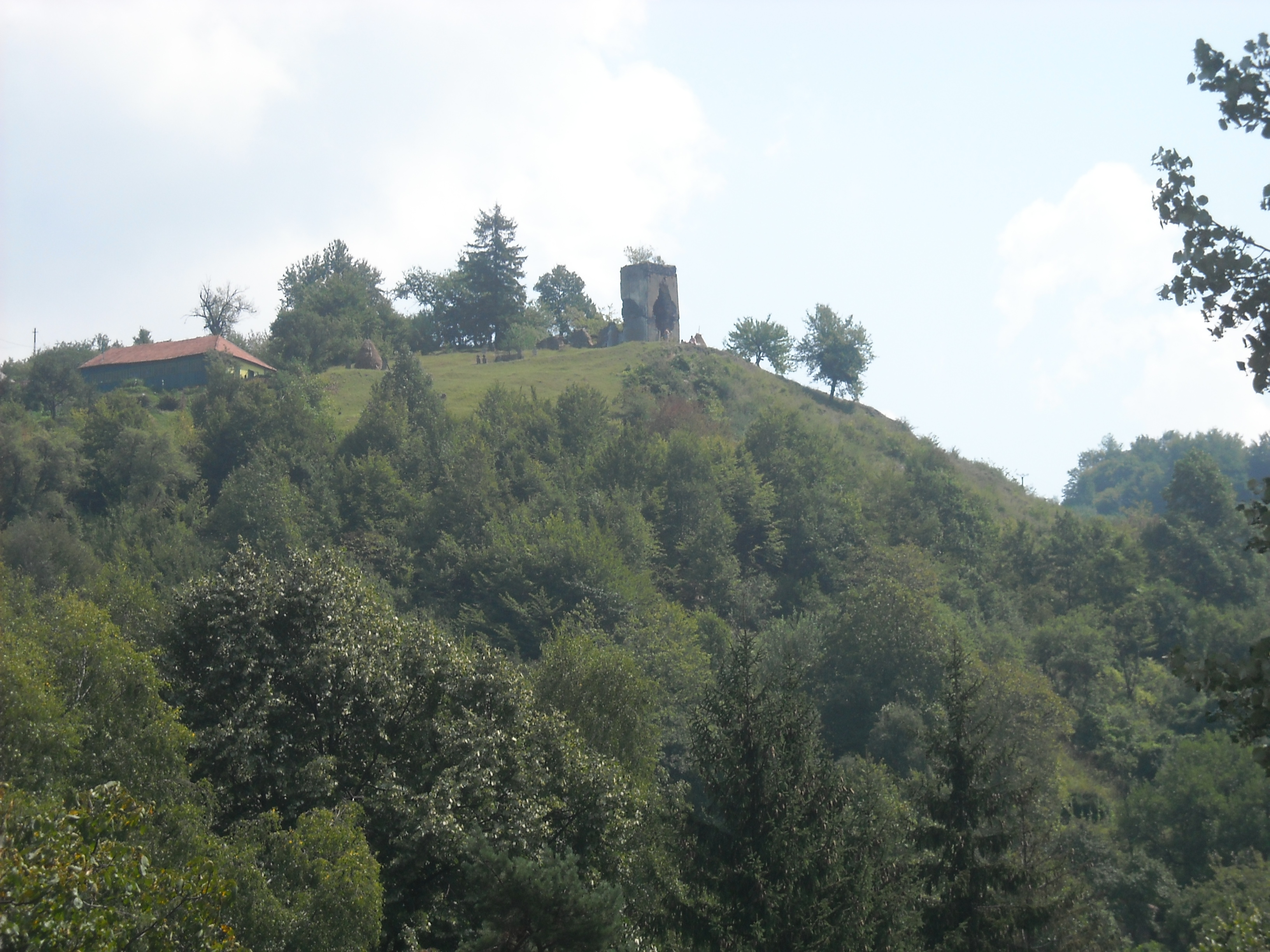
Az egykori görögkatolikus templom
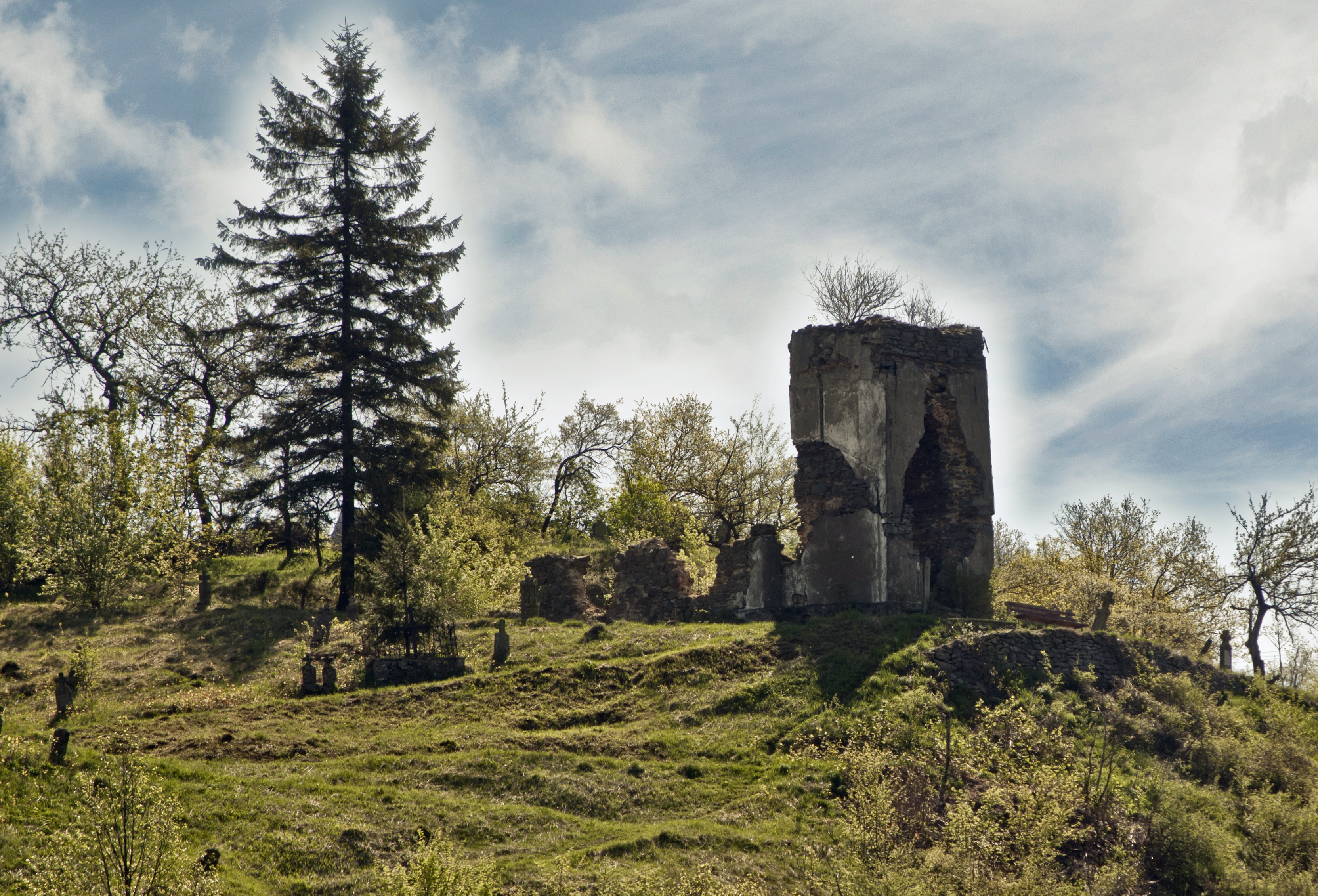
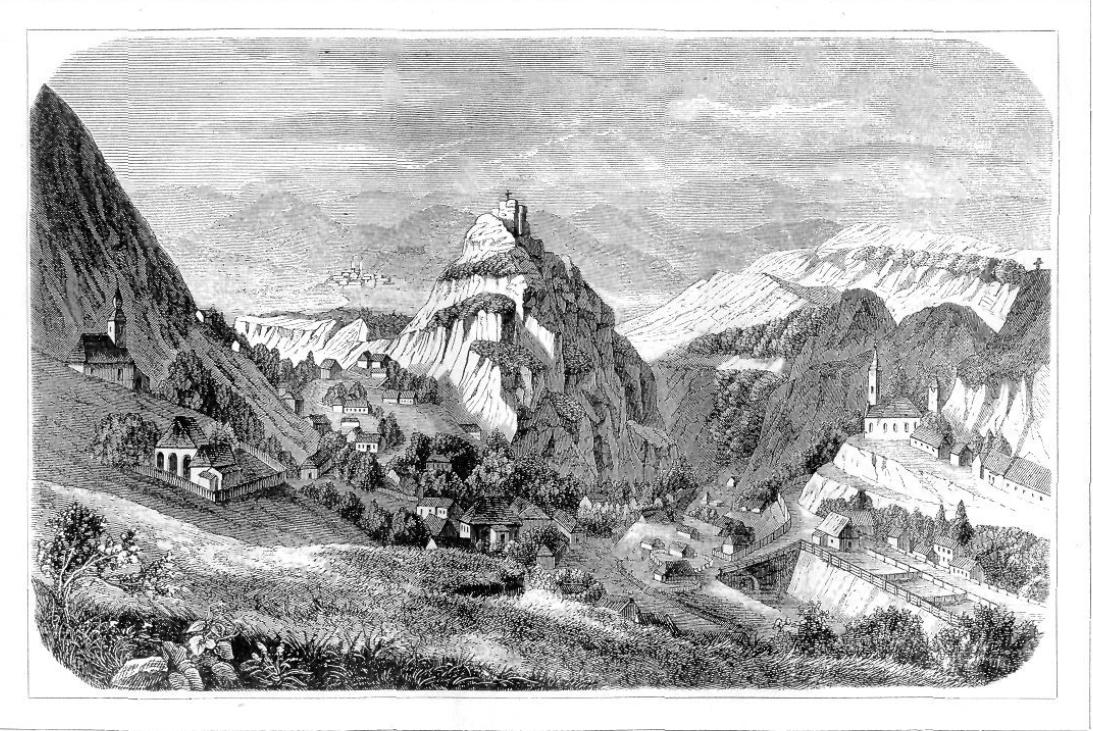
Nagyág látképe (Heinrich von Jossa cári altábornagy illusztrációja Bernhard von Cotta Ungarische und siebenbürgische Bergorte című, 1862-ben megjelent könyvéből)
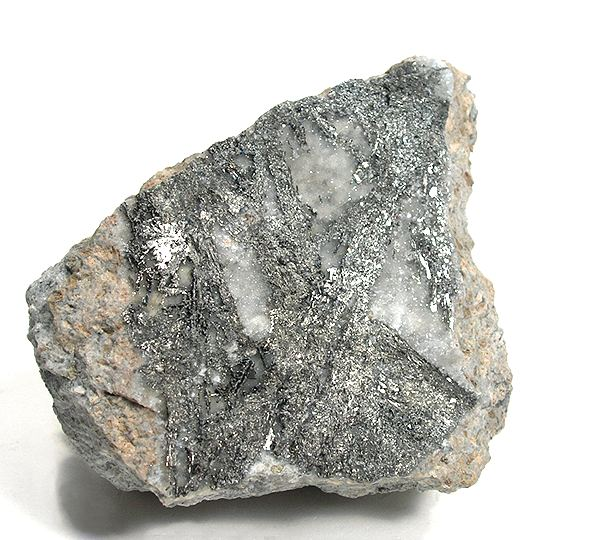
Szilvanit Nagyágról
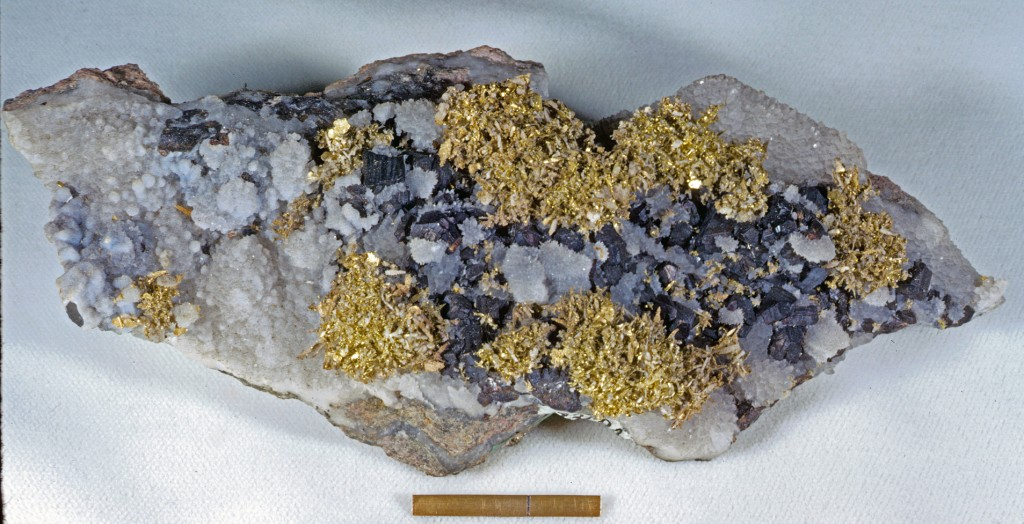
Kvarcon képződött arany és szfalerit
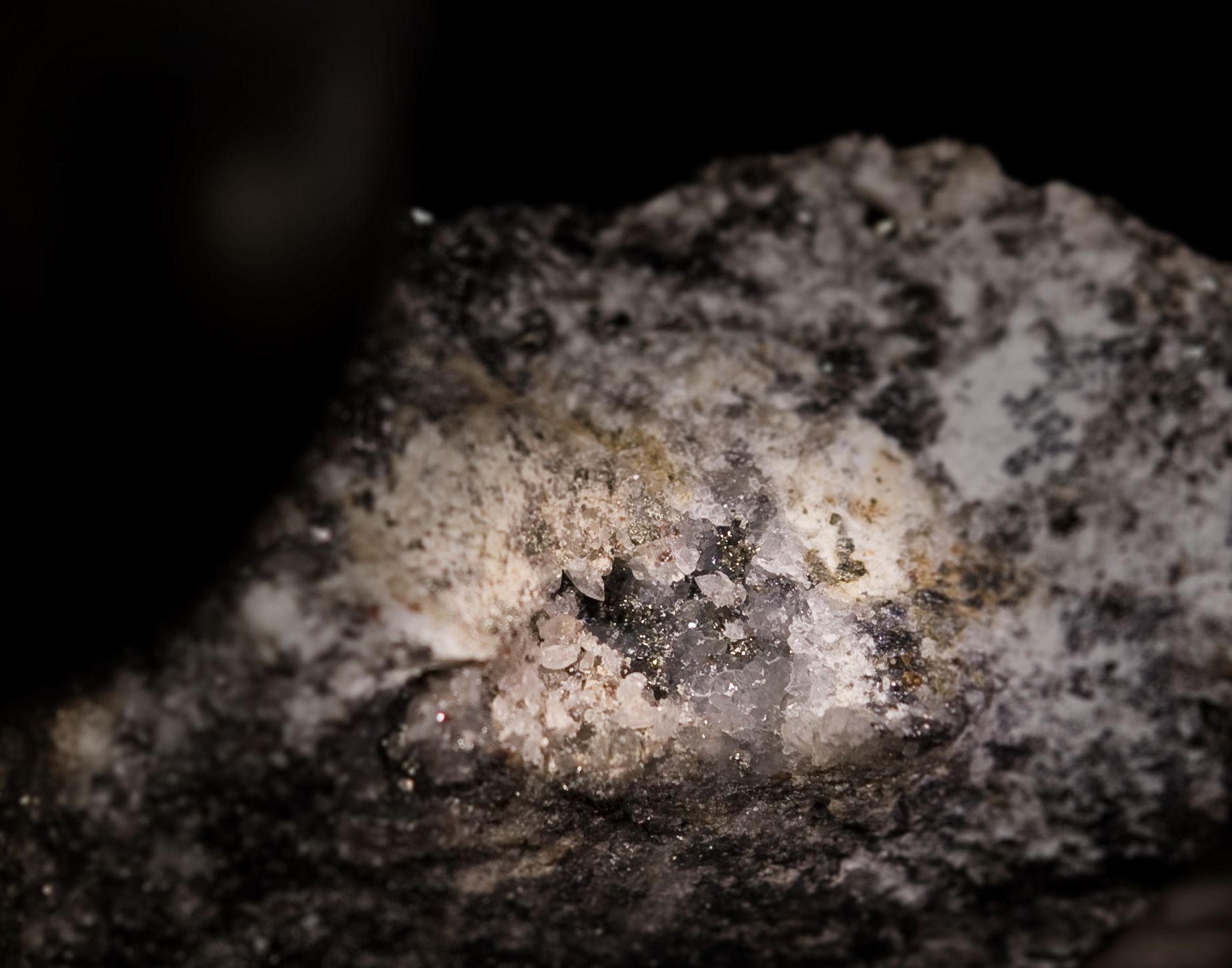
petzit
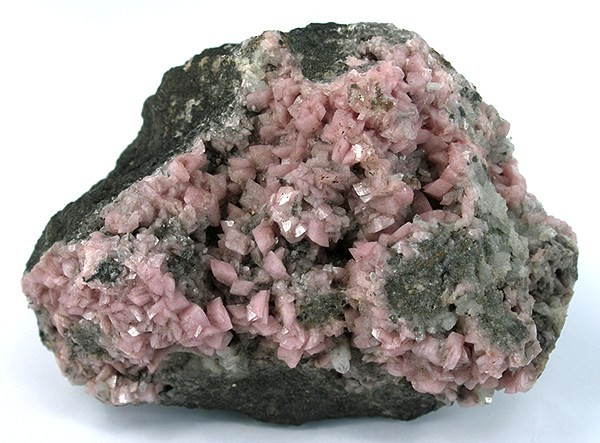
rodokrozit–kalcit